# Bafing

Poloha regionu Bafing na mapě Pobřeží slonoviny

Bafing je jedním z 31 regionů republiky Pobřeží slonoviny. Jeho rozloha činí 8 720 km², v roce 2002 zde žilo 178 400 obyvatel, hlavním město je Touba. Region je součástí distriktu Woroba, administrativně rozdělen do tří departementů. Až do roku 2011 byl jedním z nejvyšších správních celků státu – 19 regionů, ale po reorganizaci územně-administrativního dělení v roce 2011 je podřízen nově vzniklému distriktu Woroba.